# Musica per vincenti
Musica per vincenti è l'ottavo album in studio da solista del rapper italiano Metal Carter, pubblicato l'8 Aprile 2022.

## Descrizione
L'album è stato interamente prodotto da Santo Trafficante

## Tracce
1. No points on me – 2:46
2. Fiducia tradita – 4:07
3. Potere enorme (feat. Gionni Grano) – 2:55
4. Suona male (feat. Lord Madness, Santo Trafficante) – 3:32
5. Chiamala death - Queen – 2:43
6. Solo un uomo (skit) – 0:55
7. Street notoriety (feat. Nina Rodriguez) – 3:25
8. L'ultimo step (feat. Grandi Numeri, Piotta) – 3:35
9. Regole e principi (feat. Santo Trafficante) – 3:43
10. Dark side (feat. CannasUomo, William Pascal) – 2:54
11. Nuove stanze (feat. Claver Gold) – 2:55
12. Parabellum (feat. Brenno Itani, Roy Persico) – 4:27
13. Per te (feat. Akran) – 4:38